# Commemorazione dei defunti
La commemorazione di tutti i fedeli defunti (in latino Commemoratio Omnium Fidelium Defunctorum), comunemente detta giorno dei morti, è una ricorrenza della Chiesa latina celebrata il 2 novembre di ogni anno, il giorno successivo alla solennità di Tutti i Santi.

## Descrizione
Secondo il calendario liturgico romano è considerata alla stregua di una solennità e ha precedenza sulla domenica; Nella messa tridentina, invece, quando il 2 novembre cade di domenica la commemorazione dei defunti si sposta al giorno successivo, lunedì 3 novembre. Non è annoverata fra le feste di precetto.
La ricorrenza è preceduta da un tempo di preparazione e preghiera in suffragio dei defunti della durata di nove giorni: la cosiddetta novena dei morti, che incomincia il giorno 24 ottobre. Alla commemorazione dei defunti è connessa la possibilità di acquistare un'indulgenza, parziale o plenaria, secondo le indicazioni della Chiesa cattolica. In Italia, benché molti lo considerino come un giorno festivo, la commemorazione dei defunti non è mai stata ufficialmente istituita come festività civile.
Il colore liturgico di questa commemorazione è il violaceo o il nero.

## Storia
L'Encyclopædia Britannica (1910) dice: «Giorno dei morti... giorno riservato nella Chiesa cattolica romana alla commemorazione dei fedeli defunti. La celebrazione si basa sulla dottrina che le anime dei fedeli che alla morte non si sono purificate dai peccati veniali, o non hanno espiato le colpe passate, non possano raggiungere la Visione Beatifica, e che possano essere aiutate a conseguirla mediante la preghiera e il sacrificio della messa... Alcune credenze popolari relative al Giorno dei morti sono di origine pagana. Così i contadini di molti paesi cattolici credono che quella notte i morti tornino nelle loro case precedenti e si cibino degli alimenti dei "vivi"». (Vol. I, p. 709.)
L'idea di commemorare i defunti in suffragio nasce su ispirazione di un rito bizantino che celebrava infatti tutti i morti, il sabato prima della domenica di Sessagesima, all'incirca in un periodo compreso tra la fine di gennaio e il mese di febbraio. Nella chiesa latina il rito viene fatto risalire all'abate benedettino sant'Odilone di Cluny nel 998: secondo dom Prosper Guéranger, la Cronaca di Sigeberto di Gembloux attesta che sant'Odilone di Cluny istituì la festa in tutti i monasteri da lui dipendenti.
La liturgia consisteva nella recita dei vespri per i morti alla vigilia, del mattutino e di una Messa solenne.
Con la riforma cluniacense si stabilì infatti che le campane dell'abbazia fossero fatte suonare con rintocchi funebri dopo i vespri del 1º novembre per celebrare i defunti e il giorno dopo l'eucaristia sarebbe stata offerta pro requie omnium defunctorum; successivamente il rito venne esteso a tutta la Chiesa cattolica. Ufficialmente la festività, chiamata originariamente Anniversarium Omnium Animarum, appare per la prima volta nell'Ordo Romanus del XIV secolo.
La Solennità è collegata alla verità di fede nella comunione dei santi, nella remissione dei peccati e nella resurrezione della carne come affermati sin dai tempi del Credo Apostolico. La biografia di Odilone curata da san Pier Damiani riferisce che un monaco nativo di Rodi, di ritorno a Gerusalemme, si fermò nell'Isola di Vulcano, dove un eremita gli riferì eventi soprannaturali vissuti dalle anime tormentate da demoni e della loro liberazione interceduta dalle orazioni ed elemosine degli abati cluniacensi. Il racconto del monaco influenzò l'iniziativa dell'abate Odilone.
Il culto dei morti ha origini fin dalla preistoria umana come attestato dalle Incisioni rupestri della Val Camonica.
A proposito di queste origini, il libro Il culto dei morti di J. Garnier afferma:
(J. Garnier, The Worship of the Dead, Londra, 1904, p. 4)
Perciò queste celebrazioni iniziarono in effetti in onore di persone che Dio aveva distrutto per la loro cattiveria ai giorni di Noè (Genesi 6:5-7; 7:11)".
Queste feste, che onorano le "anime dei defunti" come se fossero vive in un altro reame, sono del tutto coerenti con la visione del mondo propria delle religioni cosiddette pagane (si pensi al Valhalla, al Tartaro o ai Campi Elisi), ma contrarie secondo alcuni alle concezioni ricollegabili alla Bibbia, che ad esempio nel libro del Qoelet suggerisce che gli uomini morti non siano in grado di percepire nulla.
L'idea di una vita oltre alla morte, da sempre presente in ogni gruppo umano e di cui vi sono tracce fin da epoche preistoriche e da cui secondo molti ha originato il concetto stesso di religione, faceva a ogni modo parte anche della visione tradizionale abramitica sul "mondo a venire", pur se in tale religione queste concezioni, diversamente da quanto non fosse nel paganesimo e non sarà poi nel cristianesimo, erano poste in posizione non centrale.
Si trattava in ogni caso di un "oltre vita" eminentemente fisico, laddove permanevano contraddizioni evidenti circa la possibile esistenza attuale e "nel presente" (prima cioè del Giudizio Universale) degli spiriti dei morti, visione a sua volta legata a un concetto di anima particolare, controverso nella visione occidentale, ma da taluni ritenuto invece centrale in alcune tradizioni orientali giunte in occidente per il tramite dell'orfismo e che influenzarono notevolmente la filosofia platonica e in epoche più recenti la neo-platonica e la gnostica, nelle quali l'uomo e visto essenzialmente come uno spirito trascendente e immortale "imprigionato" provvisoriamente (e per uno scopo) nel mondo corporeo e materiale, dal quale si libera con la morte.
L'idea di anima immortale proveniente dall'Oriente e che permeò di sé parte della filosofia occidentale, in particolare quella di matrice platonica, influenzò più tardi la concezione stessa di anima come intesa dai cristiani oggi e probabilmente influenzò anche la stesura di alcuni libri biblici veterotestamentari (i Deuterocanonici) e di parte del Nuovo Testamento (Vangelo di Giovanni e Lettere paoline). Tuttavia la concezione dell'anima che sopravvive in seguito alla morte del corpo fu secondo alcuni solo una spiegazione razionale successiva per tentare di giustificare e comprendere quella risurrezione dei morti da sempre annunciata dalle scritture ebraiche, e ribadita nel cristianesimo, concetto probabilmente poco comprensibile per certa (materialistica) cultura occidentale, nella quale infatti per molto tempo tale resurrezione fu intesa primariamente in senso fisico e quindi come resurrezione materiale e corporea in un'epoca a venire e che poteva quindi fare tranquillamente a meno di spiriti e spiritismo.
Preghiere per i morti, siano essi in grado di interagire coi viventi (posto che sia consentita una tale interazione) e a prescindere dal fatto che essi possano trarne giovamento immediato o solo al momento della resurrezione e del Giudizio finale, sono ad ogni modo presenti in vari punti della Bibbia. Riferimenti espliciti si possono trovare ad esempio nei libri dei Maccabei (2 Maccabei 12,43-45), testo però non riconosciuto dalla tradizione ebraica, o in alcuni libri se, altrove, ad esempio nel colloquio tra Saul ed il defunto Samuele, sembra rinvenibile una concezione di altro tipo, cioè che gli spiriti dei morti "vivano" da qualche parte, ferma restando l'immoralità del tentativo di parlare con loro e il divieto esplicito della Bibbia in tal senso, sostenuto del resto, pur se poi tradito, dallo stesso primo re di Israele.

## Indulgenza
Secondo la Chiesa cattolica, dal 1° all'8 novembre è possibile lucrare l'indulgenza plenaria a favore dei defunti che siano in Purgatorio.

## Arte e letteratura

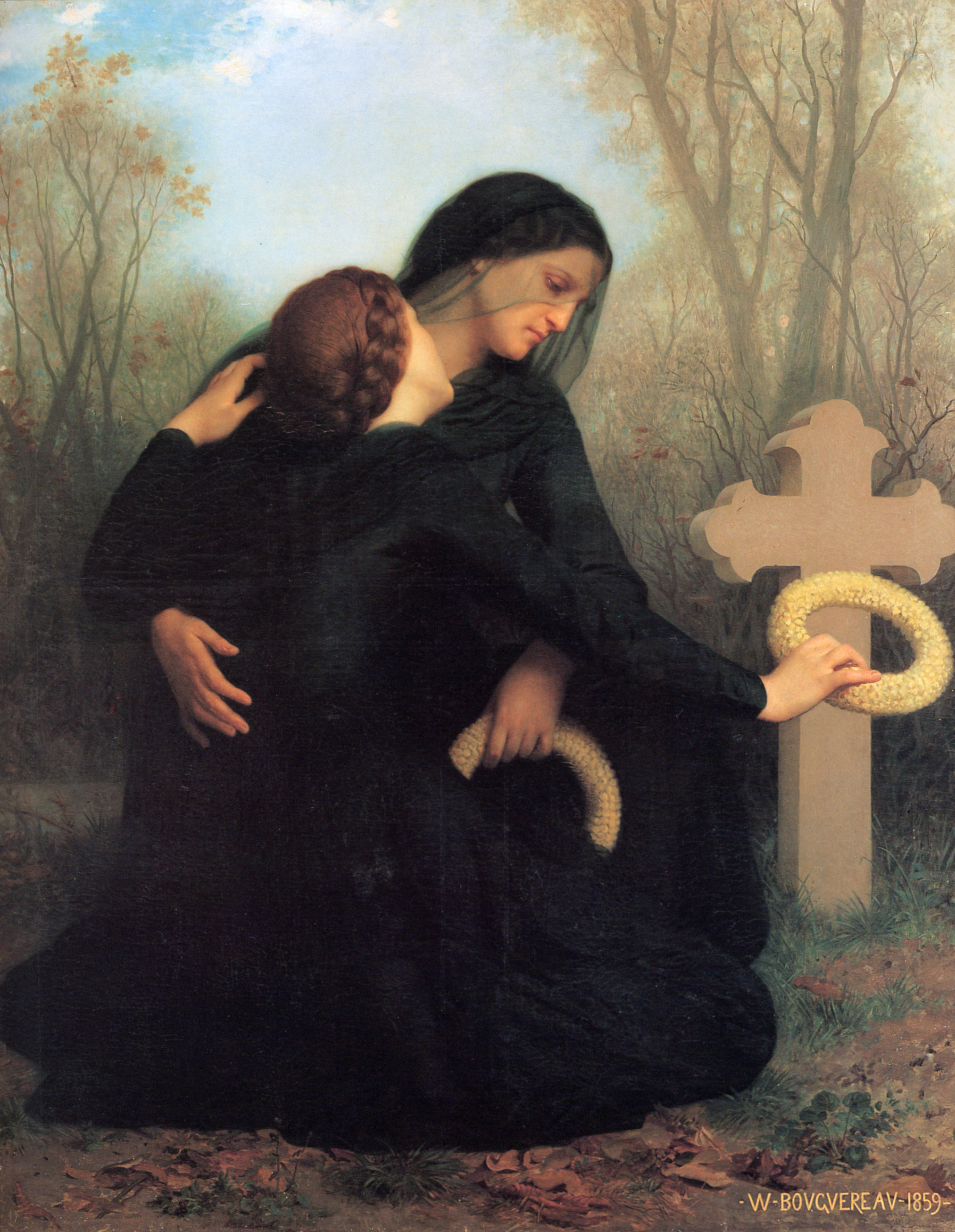
Il giorno dei morti, di Bouguereau, 1859

Alla "Commemorazione" sono dedicate alcune opere, fra cui la più celebre è Le jour des morts (Il giorno dei morti) di William-Adolphe Bouguereau, olio su tela realizzata nel 1859 e oggi esposta al Musée des Beaux-Arts di Bordeaux, in Francia.
Il poeta italiano Giovanni Pascoli inserì nella raccolta Myricae un suo elaborato intitolato Il giorno dei morti; nella stessa raccolta si trova la poesia Novembre, in cui si citano l'estate di San Martino e la commemorazione dei defunti.

## Tradizioni
(dal Rituale Romano, parte III, capitolo 54, Benedizione delle Tombe nella Commemorazione dei Fedeli Defunti)

### In America Centrale (Venezuela e Messico in particolare)
Nei paesi dell'America Centrale è consuetudine, oltre a visitare i cimiteri, addobbare le tombe con fiori, oltre che depositare sulle stesse giocattoli (nel caso in cui il defunto sia un bambino) o alcolici.
In Messico, in alcune abitazioni, è ancora consuetudine preparare l'"altare dei morti": tale manufatto viene arricchito con immagini del defunto, una croce, un arco e incenso. Ciò in quanto il credo popolare pensa che, durante tale giorno, lo spirito dei defunti venga a trovare i loro cari. Questo altare servirebbe a favorire tale ritorno.

### Nelle Filippine
In questo paese asiatico è consuetudine abbellire le tombe dei propri cari, oltre che offrire preghiere per tutti i defunti.

### In Francia
Nella città di Tours era diffusa la credenza di un ritorno violento e burrascoso delle anime dal Purgatorio al mondo dei viventi durante quella che sarebbe poi divenuta la notte di Halloween. Il loro nome francese (le roi Huguet) sarebbe all'origine della parola Ugonotti associata ai Protestanti nel XVI secolo.

### In Italia
È consuetudine, nel giorno dedicato al ricordo dei defunti, visitare i cimiteri locali e portare in dono fiori (tradizionalmente crisantemi) e lumini sulle tombe dei propri cari.

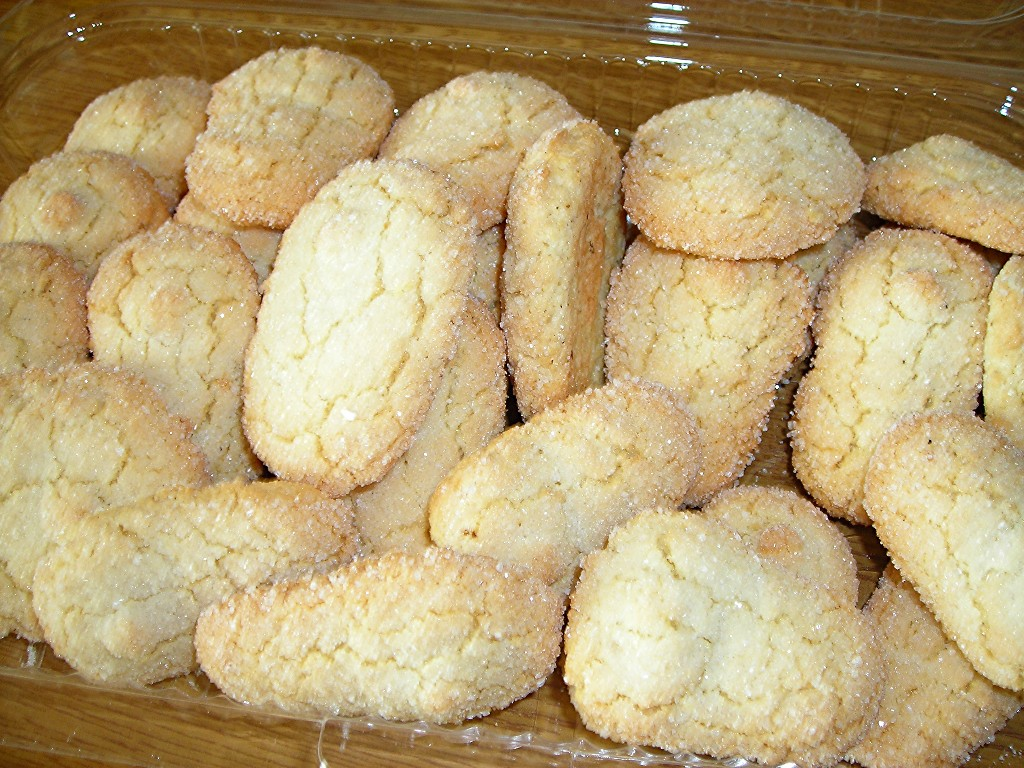
Le fave dei morti di Perugia

In molte località italiane è diffusa l'usanza di preparare alcuni dolciumi, chiamati "dolci dei morti", per celebrare la giornata.
Nelle province di Lodi e di Cremona (Lombardia) è diffuso un piatto tipico della solennità dei defunti chiamato nel dialetto locale Fasulìn de l'öc cun le cùdeghe e composto, come il nome suggerisce, da fagioli dall'occhio e cotenne di maiale cucinati in umido; tale pietanza viene servita pubblicamente in una manifestazione gastronomica dedicata che si svolge proprio tra la fine di ottobre e l'inizio di novembre a Pizzighettone (provincia di Cremona).
In Sicilia e nella provincia di Reggio Calabria, la credenza vuole che durante la notte di Ognissanti i defunti della famiglia lascino dei regali per i bambini insieme alla frutta di Martorana, ai pupi di zucchero (statue realizzate in zucchero, rappresentanti in origine dame e cavalieri della Storia dei Paladini di Francia o personaggi tipici siciliani ed oggi anche cartoni animati) e ad altri dolci caratteristici detti "ossa dei morti" (biscotti secchi a base di albume, zucchero, cannella e chiodi di garofano).
Nella provincia di Massa-Carrara la giornata è l'occasione del bèn d'i morti, con il quale in origine gli estinti lasciavano in eredità alla famiglia l'onore di distribuire cibo ai più bisognosi, mentre chi possedeva una cantina offriva a ognuno un bicchiere di vino; ai bambini inoltre veniva messa al collo la sfilza, una collana fatta di mele e castagne bollite.
Nella zona del monte Argentario era tradizione cucire delle grandi tasche sulla parte anteriore dei vestiti dei bambini orfani, affinché ognuno potesse metterci qualcosa in offerta, cibo o denaro. Vi era inoltre l'usanza di mettere delle piccole scarpe sulle tombe dei bambini defunti perché si pensava che nella notte del 2 novembre le loro anime (dette angioletti) tornassero in mezzo ai vivi.
Nelle comunità dell'Italia meridionale delle eparchie di Lungro e di Piana degli Albanesi i defunti sono commemorati, secondo la tradizione orientale di rito greco-bizantino, nelle settimane precedenti la Quaresima.
In Abruzzo, analogamente a quanto avviene in occasione della festa di Halloween, derivata dal mondo anglosassone, era tradizione scavare e intagliare le zucche e porvi poi una candela all'interno per utilizzarle come lanterne.
A Treviso si mangiano per la ricorrenza focacce particolari chiamate "i morti vivi".
A Castel San Giorgio vi è una singolare iniziativa ovvero quella di esporre un Presepe all'interno del civico cimitero, fatto da uno dei migliori artisti presepali al mondo, e nel giorno dei defunti viene eseguito un concerto di musica classica che attrae migliaia di persone.
In Sardegna si tramanda una particolare tradizione, ovvero quella di lasciare, la notte a cavallo tra 1 e il 2 novembre, la tavola imbandita, con i cibi preferiti dai cari defunti, escluso l'uso delle posate.

### In Polonia, Repubblica Ceca e Slovacchia
S'intitola Wspomnienie Wszystkich Wiernych Zmarłych o Zaduszki (Polonia), Vzpomínka na všechny věrné zesnulé o Památka zesnulých (Repubblica Ceca), Pamiatka zosnulých (Slovacchia) o tradizionalmente nella entrambi Repubblica Ceca e Slovacchia Dušičky. Oggi, Ognissanti (polacco: Uroczystość Wszystkich Świętych, ceco: (Slavnost) Všech svatých, slovacco: Sviatok všetkých svätých) e la Commemorazione dei defunti sono percepiti come un memoriale per gli antenati defunti. La maggior parte degli slovacchi associa la vigilia del 2º novembre alla visita di cimiteri e all'accensione di candele su tombe. Oltre alle tombe di parenti e conoscenti, vengono accese candele anche alle croci centrali dei cimiteri, ma anche ai memoriali secolare delle vittime e alle tombe di personaggi importanti.